# طويقان مخدد المنقار
طويقان مخدد المنقار (الاسم العلمي: Aulacorhynchus sulcatus) (بالإنجليزية: Groove-billed Toucanet)‏ هو نوع من الطيور يتبع جنس الطويقان الأخضر من الفصيلة الطوقانية.